# كيربيروس (قمر)

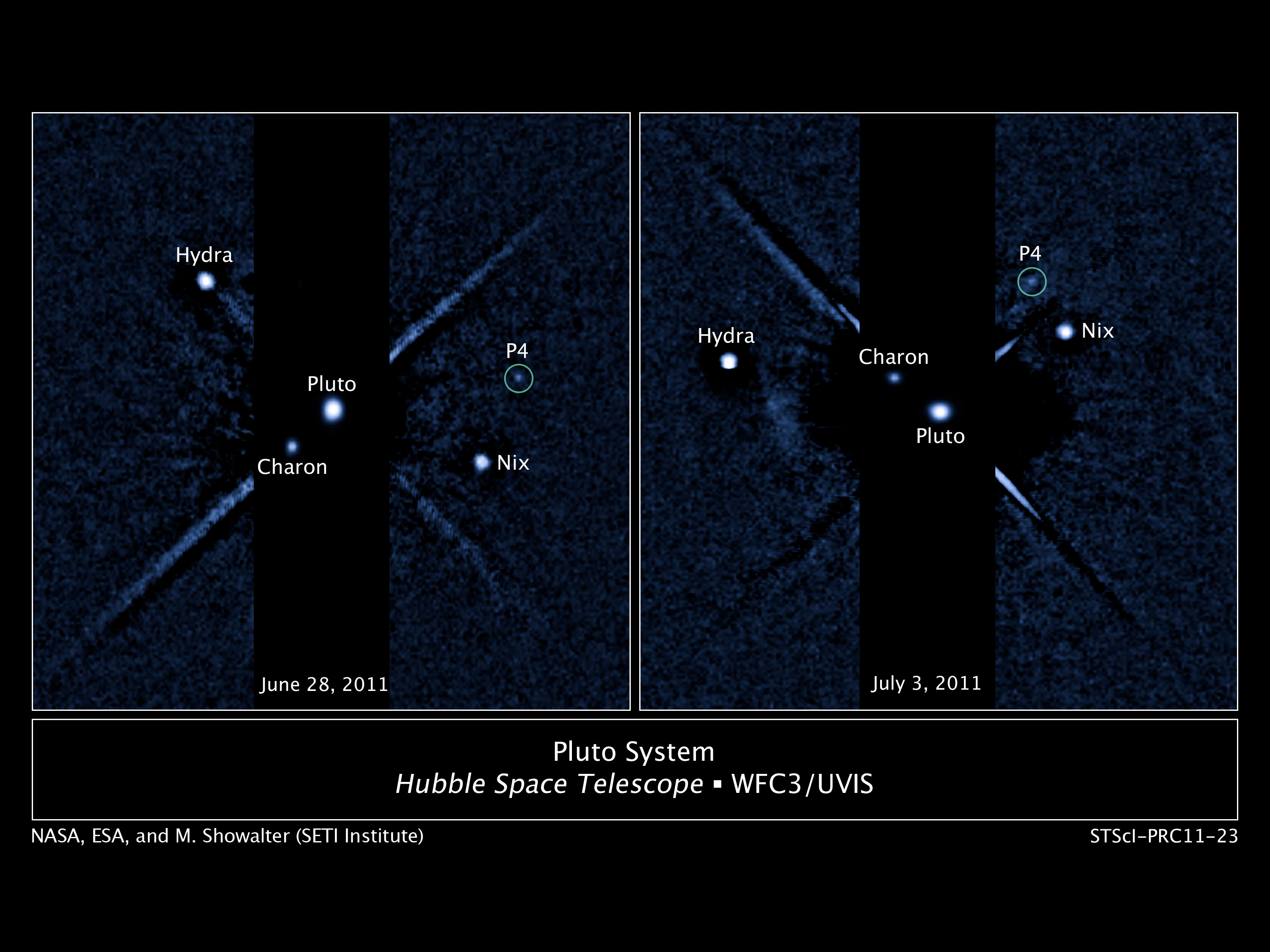
صورة اكتشاف القمر ب4، حيث تحيط به دائرة خضراء. التقطت الصورة اليُمنى في يوم 28 يونيو، واليسرى في 3 يوليو، وبالمقارنة بينهما اكتشف القمر الجديد.

القمر ب4 أو بي4 أو إس/2011 بي 1 هوَ أصغر أقمار الكوكب القزم بلوتو المعروفة حتى الآن. أعلن عن اكتشاف القمر رسمياً في تاريخ 20 يوليو 2011، وقد قدر قطره بما يَتراوح من 13 إلى 34 كيلومتراً، ويَقع مداره بين مداري قمري نيكس وهيدرا.

## الاكتشاف
أعلن اكتشاف القمر رسمياً في تاريخ 20 يوليو 2011، بعدَ أن التقط تلسكوب هبل الفضائي باستخدام كمرته واسعة المجال 3 ذات الأشعة فوق البنفسجية صوراً لبلوتو في يومي 28 يونيو و3 يوليو، وبالمقارنة بين الصورتين عُثرَ على القمر الجديد وذلك بعدَ أسبوعين ونصف من التقاط الصُّور. وقد جاءَ اكتشاف القمر ضمن مشروع مستمر لدعم رحلة نيو هورايزونز التي يُخطط أن تبلغ بلوتو عام 2015 ومساعدتها في تحديد مهمتها. كما يُحتمل أن يَكون القمر ب4 قد ظهر في صورة بلوتو التي التقطت عامَ 2006، لكنه لم يَظهر لأنها كانت أقل وضوحاً وإضاءة، والسَّبب في أن القمر لم يُكتشف إلا في صورة عام 2011 هوَ أن سرعة الغالق في جميع الصور السابقة كانت أقل مما هي في تلك الصورة الحديثة.